# Алапаевск (муниципальный округ)
Муниципа́льное образова́ние го́род Алапа́евск — муниципальное образование со статусом муниципального округа в Свердловской области России. Относится к Восточному управленческому округу.
Полное официальное название муниципального образования — Муниципальный округ Муниципальное образование город Алапаевск Свердловской области.
Административный центр — город Алапаевск.
С точки зрения административно-территориального устройства области, муниципальное образование город Алапаевск находится в границах административно-территориальной единицы города Алапаевска (соответствует категории города областного подчинения).

## География
Муниципальное образование город Алапаевск расположено в центральной части Свердловской области, к востоку от Уральских гор, в районе перехода от горно-холмистого рельефа Среднего Урала к равнинному зауральскому рельефу. Бо́льшая часть территории, за исключением пойменных земель, занята сосново-берёзовым лесом.
Муниципальное образование вытянуто с запада на восток примерно на 50 км. Площадь муниципального образования 1081,98 км², что составляет приблизительно 0,56 % от общей площади Свердловской области.
Муниципальное образование город Алапаевск граничит:
- на севере, востоке и юго-востоке с муниципальным образованием Алапаевским, образованным на части Алапаевского района,
- на юге с Режевским муниципальным округом, которому соответствует Режевский район,
- на юго-западе и западе с муниципальным округом Горноуральским, которому соответствует Пригородный район.

Собственно город Алапаевск расположен в северо-восточной части подчинённой ему территории. Он является транспортным узлом: здесь сходятся дорожные сети, обеспечивающие связь между населёнными пунктами муниципального образования с его центром, а также самого города с другими населёнными пунктами Свердловской области.
Через город проходит автодорога из Екатеринбурга в Ирбит, являющаяся продолжением на северо-восток Режевского тракта. На юго-запад и далее на запад от Алапаевска пролегает автодорога в сторону Николо-Павловского, связывающая муниципалитет с Серовским трактом и соседним городом Нижним Тагилом. Вдоль автодороги расположены населённые пункты по мере отдаления от Алапаевска: посёлок Зыряновский, деревня Устьянчики, село Мелкозёрово, посёлки Асбестовский и Нейво-Шайтанский. От Асбестовского есть северное ответвление дороги на посёлок Озеро, а также вблизи Алапаевска есть западное ответвление дорожной сети на посёлок Нейвинский. На запад от города проходит тупиковая дорога, соединяющая его с посёлком Западным и деревней Верхней Алапаихой.
Через Алапаевск и его окрестности проходят участки Свердловской железной дороги и Алапаевской узкоколейной железной дороги. На ширококолейной железной дороге от станции Алапаевск идут три направления:
- электрифицированное, на Нижний Тагил, здесь расположен остановочный пункт 113 км (деревня Верхняя Алапаиха);
- электрифицированное, на Егоршино, где расположен разъезд Зыряновский;
- неэлектрифицированное, на Серов, на котором раздельных и остановочных пунктов в пределах городского округа нет.

На Алапаевской узкоколейной дороге, ведущей далеко на северо-восток от города, в городе расположена станция Алапаевск-2.
Река Нейва (левый приток Ницы) является главной водной артерией муниципального образования, которое находится в её нижнем течении. Она протекает сначала с запада на восток в южной части муниципального округа, затем устремляется на север и северо-восток. В пределах муниципального образования в Нейву впадает множество притоков, среди которых выделяются от верхнего течения к нижнему:
- Алабашка (левый приток),
- Мостовка (правый приток),
- Сусанка (левый приток),
- Берёзовка (левый приток),
- Малая Леневка (правый приток),
- Мельничный Ключ (левый приток),
- Ивановка (правый приток),
- Омутная (правый приток),
- Зырянка (правый приток),
- Старичная (правый приток),
- Алапаиха (левый приток).

На востоке, частично через пределы муниципального округа, протекает река Толмачиха, правый приток Нейвы, впадающий в неё за пределами данной территории. В пределах муниципального образования река Нейва зарегулирована, на ней образованы Нейво-Шайтанский (в посёлке Нейво-Шайтанском) и Алапаевский пруды (в Алапаевске). Вдоль русла реки протянулась знаменитая Самоцветная полоса Урала. Ближе к городу Алапаевску, по берегам Нейвы раскинулись скалы Коптелый Камень, Утёс, Косой Камень, Двуглавый Камень, Лисьи Камни, Старик, Старуха.
Река Алапаиха протекает преимущественно с востока на запад в северной части муниципального образования и впадает в Нейву в административном центре. Длина реки 41 км.
Река Сусанка, начавшись за пределами муниципального округа, протекает по его землям в западной части с северо-запада на юго-восток и впадает в Нейву в посёлке Нейво-Шайтанском. В пределах муниципального образования в неё впадают реки Малая Каменка, Глинка и другие. Длина реки 36 км.
В муниципальном образовании есть небольшие озёра Лебяжье, Сусанское. В восточной и северной частях муниципального образования много болот, например, Дубровное, Ельничное, Кедровое, Норкинское, Чистое и другие.

## История

### Алапаевский городской Совет
11 марта 1941 года город был наделён статусом города областного подчинения, оставаясь районным центром. Алапаевскому горсовету были подчинены рабочие посёлки Верхняя Синячиха, Нейво-Шайтанский и Зыряновский.
14 марта 1952 года в пригородной зоне Алапаевска был образован Ключевской сельсовет в составе населённых пунктов: д. Ключи (административный центр), пос. ст. узкоколейной ж. д. Озеро, выселки Озерки, пос. Хромистый Рудник, пос. Водяновка, пос. Квартал № 60, кордон Мостовая и казарма 13-го км узкоколейной ж. д., выделенных из состава Мелкозеровского сельсовета.
9 марта 1953 года Алапаевский городской и Синячихинский районный Советы были объединены в один Алапаевский городской Совет, Алапаевскому горсовету были подчинены сельские и поселковые советы рабочего посёлка Верхняя Синячиха Синячихинского района. Синячихинский район переименован в Алапаевский с сохранением его как административно-территориальной единицы.
11 марта 1960 года Калачинский сельсовет Туринского района в составе деревень Калач, Крутой Лог, Чащевитка и Шемейкино был передан в состав Алапаевского городского совета.
1 февраля 1963 года городской совет был подчинён Свердловскому областному (промышленному) совету депутатов трудящихся. Алапаевскому городскому совету были переданы в подчинение Асбестовский, Верхнесинячихинский, Восточный, Зыряновский, Нейво-Шайтанский, Карпунинский поселковые советы, Гаранинский, Зенковский, Муратковский, Рычковский, Санкинский, Строкинский, Хабарчихинский, Ясашинский сельские советы.
30 сентября 1966 года населённый пункт Малая Ленёвка Зыряновского поселкового совета города Алапаевска был передан в подчинение Деевского сельсовета Алапаевского района.
11 октября 1972 года из учётных данных были исключены прекратившие существование населённые пункты: пос. Гончарный пригородной зоны города Алапаевска, пос. Золотые Асбестовского поселкового совета, пос. Маевка Зыряновского поселкового совета, посёлки Алабашка и Баканов Ключ Нейво-Шайтанского поселкового совета.
12 апреля 1973 года посёлки Большая Вогулка, Каменка и Малая Вогулка пригородной зоны города Алапаевска были включены в городскую черту Алапаевска. Посёлки Каменский и Рассоха были переданы из состава пригородной зоны города Алапаевска в состав Толмачёвского сельсовета Алапаевского района.
30 декабря 1976 года был исключён из учётных данных как прекративший существование посёлок Глинка Нейво-Шайтанского поселкового совета.
9 февраля 1977 года было уточнено как правильное наименование: посёлок Старики Зыряновского поселкового совета, вместо варианта: Дом отдыха «Старики».
23 мая был исключён из учётных данных как прекративший существование посёлок Мочалка Нейво-Шайтанского поселкового совета.
8 июля 1985 года посёлок Старики был переименован в Нейвинский.
В 2021 году железнодорожный разъезд 132 км был переименован в Зыряновский по названию ближайшего посёлка.

### Муниципальное образование
Муниципальное образование город Алапаевск было образовано 17 декабря 1995 года по итогам местного референдума. В него вошли город Алапаевск и населённые пункты, подчинённые Алапаевскому городскому совету.
Муниципальное образование город Алапаевск было включено в областной реестр муниципальных образований 10 ноября 1996 года за № 32, в государственный реестр муниципальных образований РФ 27 октября 2005 года за № RU66354000.
Областными законами от 12 октября 2004 года № 102-ОЗ «Об установлении границ муниципального образования город Алапаевск и наделении его статусом городского округа» и от 12 июля 2007 года № 85-ОЗ «О границах муниципальных образований, расположенных на территории Свердловской области» в соответствии с требованиями федерального закона границы муниципального образования установлены описание границ и их схематическая карта, муниципальное образование было наделено статусом городского округа. Рабочие посёлки Асбестовский, Зыряновский и Нейво-Шайтанский были отнесены к категории сельских населённых пунктов как посёлки.
С 1 января 2006 года получило название муниципальное образование город Алапаевск.
С 1 января 2025 года муниципальное образование получило статус муниципального округа и современное наименование

## Население
| 2002    | 2009    | 2010    | 2011    | 2012    | 2013    | 2014    |
| ------- | ------- | ------- | ------- | ------- | ------- | ------- |
| 50 953  | ↘48 536 | ↘44 455 | →44 455 | ↘44 227 | ↘44 052 | ↘43 966 |
| 2015    | 2016    | 2017    | 2018    | 2019    | 2020    | 2021    |
| ↘43 889 | ↘43 756 | ↘43 640 | ↘43 379 | ↘42 988 | ↘42 832 | ↘41 461 |
| 2023    |         |         |         |         |         |         |
| ↘41 198 |         |         |         |         |         |         |

Население на 1 января 2019 года составляет: 42 933 чел.

## Населённые пункты, административно-территориальное устройство
В административно-территориальную единицу город Алапаевск и одноимённое муниципальное образование входят 10 населённых пунктов: 1 город и 9 сельских населённых пунктов.

### Административно-территориальное устройство до 1 октября 2017 года
На момент административно-территориальной реформы 1 октября 2017 года в составе города Алапаевска как административно-территориальной единицы не выделялись сельсоветы, все сельские населённые пункты непосредственно входили в состав города.

### Населённые пункты
| №  | Населённый пункт | Тип               | Население |
| -- | ---------------- | ----------------- | --------- |
| 1  | Алапаевск        | город, адм. центр | ↘35 972   |
| 2  | Асбестовский     | посёлок           | ↗1274     |
| 3  | Верхняя Алапаиха | деревня           | ↘15       |
| 4  | Западный         | посёлок           | ↘1159     |
| 5  | Зыряновский      | посёлок           | ↘876      |
| 6  | Мелкозёрово      | село              | ↗420      |
| 7  | Нейвинский       | посёлок           | ↘22       |
| 8  | Нейво-Шайтанский | посёлок           | ↘2308     |
| 9  | Озеро            | посёлок           | ↘52       |
| 10 | Устьянчики       | деревня           | ↘137      |

Посёлок Западный и деревня Верхняя Алапаиха исторически образовывали Западный сельсовет. В Реестре административно-территориального устройства, действовавшем до 1 октября 2017 года, сельсовет не значится.
Существовали три поселковых совета:
- Асбестовский, включавший рабочий посёлок Асбестовский, село Мелкозёрово, посёлок Озеро;
- Зыряновский, включавший рабочий посёлок Зыряновский, посёлок Нейвинский, деревня Устьянчики;
- Нейво-Шайтанский, включавший рабочий посёлок Нейво-Шайтанский и упразднённые населённые пункты посёлки Верхняя Сусана, Кедровка и Островная.

### Упразднённые населённые пункты
27 ноября 2001 года были упразднены посёлки Болотная и Торфяник Западного сельсовета.
Точных сведений о дате упразднения посёлков Верхняя Сусана, Кедровка и Островная, находившихся в составе Нейво-Шайтанского поселкового совета, нет, в справочнике административно-территориального устройства после 1990 года они не упоминаются.

## Местное самоуправление
Главы муниципального образования
- с 2023 года — Денис Анатольевич Толмачёв[1]